# I. Rudolf cseh király
Habsburg Rudolf osztrák herceg (Bécs, 1281 – Horažďovice, 1307. július 4. vagy 1307. július 3.), I. Rudolf néven Csehország királya (1306 – 1307), és III. Rudolf néven Ausztria uralkodó hercege (1298 – 1307).
I. Albert német király fiaként született.
1300. május 25-én feleségül vette Blanche-t, IV. Fülöp francia király lányát. Egyetlen lányuk fiatalon meghalt és Blanche is követte őt 1305-ben.

## Uralkodása
1306-ban Rudolf kinyilvánította igényét a cseh trónra Karintiai Henrikkel szemben. Albert összeházasította fiát Erzsébet Richeza lengyel hercegnővel, II. Vencel cseh király (1278 – 1305) özvegyével. Majd 1306-ban elfoglalta Prágát és Rudolfot ültette a trónra.
Néhány cseh nemes szövetkezett Karintiai Henrikkel a trón megszerzése érdekében. Ám Rudolf seregei megostromolták a lázadók központját, a Horažďovicei erődöt. Ám a király vérhast kapott és 1307-ben gyermek nélkül elhalálozott. A cseh nemesek ezután Henriket ültették a trónra.